# Andronic Kamatéros
Andronic Doukas Kamatéros (en grec : Ἀνδρόνικος Δούκας Καματηρός) est un haut dignitaire byzantin sous le règne de Manuel Ier Comnène et un théologien, connu pour son traite L'arsenal sacré.

## Biographie
Né probablement vers 1110, Andronic Kamatéros est le fils de Grégoire Kamatéros, un homme d'origine humble mais qui s'est élevé au sein de l'élite byzantine, occupant plusieurs fonctions importantes sous Alexis Ier Comnène et Jean II Comnène, jusqu'à atteindre le rang de sébaste. Sa mère est Irène Doukas, probable fille de Michel Doukas (protostrator) et apparentée à Alexis Ier. Andronic a plusieurs frères et sœurs mais, à l'exception d'un frère, Michel, mort jeune et probablement un autre frère, Théodore, leur identité n'est pas connue. Il est fort possible que le logothète du drome Jean Doukas Kamatéros soit son frère et non son fils. 
Grâce à sa proximité familiale avec les Comnènes (il est le cousin au second degré de l'empereur Manuel), il peut aisément gagner en influence. Il reçoit le rang élevé de sébaste puis la fonction de epi ton deeseon, chargé du traitement des doléances. Il occupe ensuite le poste d'éparque de Constantinople entre 1157 et 1161 puis celui de drongaire de la garde, de 1166 à 1176, deux des plus importantes fonctions judiciaires de l'Empire. En 1161, il participe à une ambassade auprès de la principauté d'Antioche pour escorter la deuxième femme de Manuel, Marie d'Antioche, à Constantinople. Théologien reconnu, il joue un rôle important dans les relations entre Manuel et l'Eglise. Ainsi, en 1173, il reçoit pour mission de mettre en oeuvre le décret impérial sur les évêques absents. Si la date de sa mort n'est pas rapportée, elle intervient vraisemblablement autour de l'année 1180.
Andronic Kamatéros a plusieurs enfants, dont Basile Doukas Kamateros qui occupe de hautes fonctions. De ses deux filles connues, Théodora épouse le mégaduc Michel Stryphnos tandis qu'Euphrosyne Doukaina Kamatera épouse le futur empereur Alexis III Ange,.

## Le théologien
Andronic Kamatéros bénéficie d'une très bonne éducation et fait l'objet d'attentions de la part des érudits de son temps. Des poèmes lui sont dédiés par Théodore Prodrome et Grégoire Antiochos et il correspond avec Georges Tornikès, Euthyme Malakès, Théodore Balsamon ou encore Jean Tzetzes, dont il est très proche.
Il écrit une épigramme sur la procession du Saint-Esprit mais il est surtout connu pour son Arsenal sacré ((Ἱερὰ Ὁπλοθήκη, Hiera Hoplothēkē), un traité théologique qui traite de diverses hérésies, s'inspirant de la Panoplie dogmatique d'Euthyme Zigabène mais incluant des passages contre l'Église catholique ou l'Église arménienne. Ce travail lui est commandé par l'empereur et comprend des éléments de discussion entre Manuel et des envoyés arméniens et papaux à Constantinople. Il est possible de dater l'ouvrage des années 1172-1174 et il devient l'un des principaux traités orthodoxes contre le catholicisme. Ainsi, à la suite du concile de Lyon de 1274, le patriarche pro-unioniste Jean XI Vekkos compose une réfutation de ce traité tout en célébrant son style.
Ce traité a survécu au sein de deux manuscrits, le Monacensis graecus 229 du XIIIe siècle, conservé à Munich et le Venetus Marcianus graecus 158 du XIVe siècle, conservé au sein de la Biblioteca Marciana à Venise. Huit autres manuscrits ne comprennent que la première moitié du traité.